# Gōzō Yoshimasu

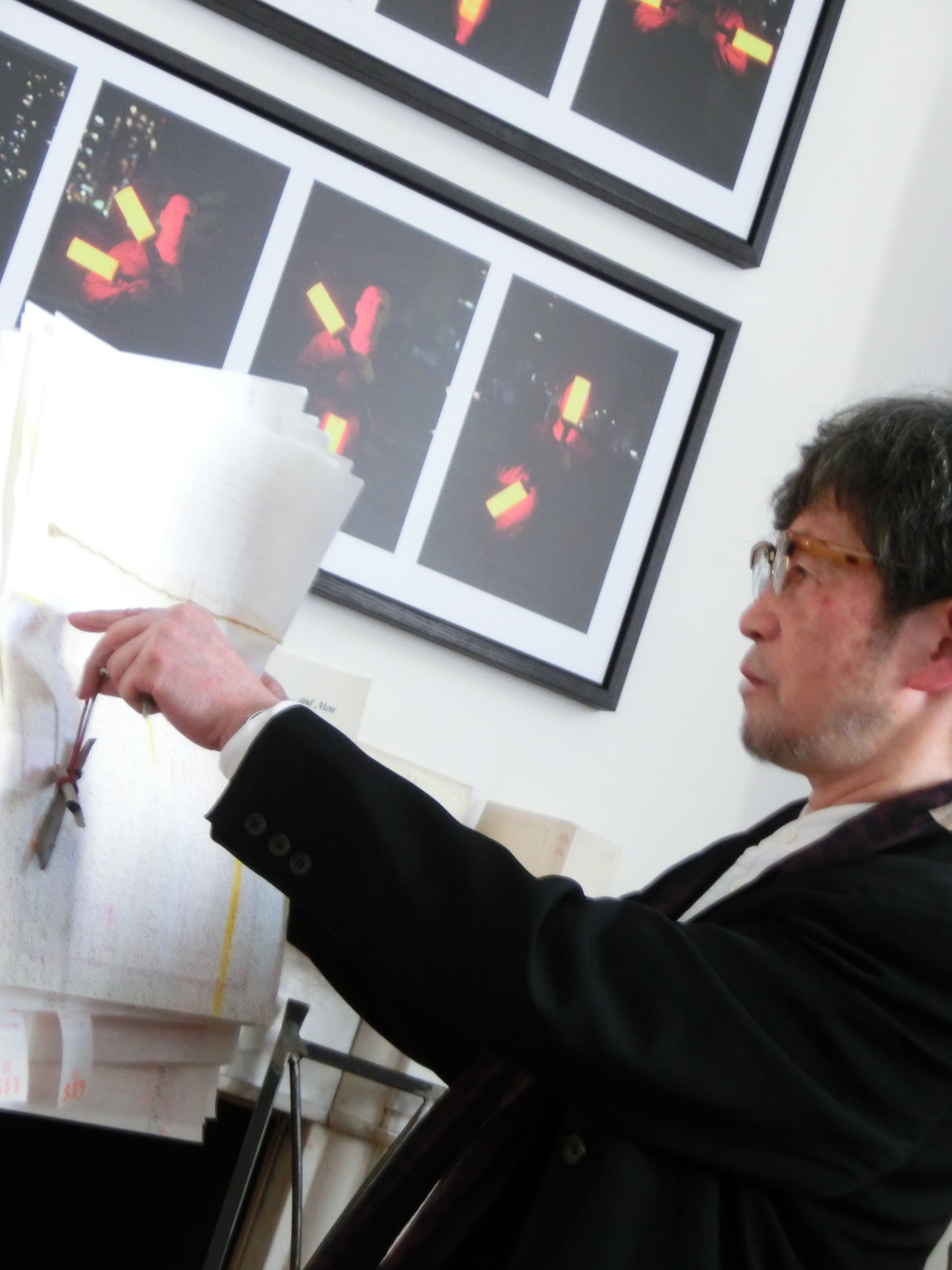
Gōzō Yoshimasu

Gōzō Yoshimasu (jap. 吉増 剛造, Yoshimasu Gōzō; * 22. Februar 1939 in Suginami, Präfektur Tokio) ist ein japanischer Lyriker.
Yoshimasu studierte an der Keiō-Universität. Von 1970 bis 1971 war er im Rahmen des Fulbright-Programms Gastautor an der University of Iowa. 1979–81 war er Poet-in-Residence an der Oakland University, seit 1984 unterrichtet er an der Kunsthochschule Tama.
Bekannt wurde er als Autor und Rezitator avantgardistischer Lyrik. 1971 wurde er mit dem Takami-Jun-Preis für Ōgon shihen (黄金詩篇) ausgezeichnet. 1979 erhielt er den Rekitei-Preis, 1984 den Hanatsubaki-Preis für moderne Poesie. Den Mainichi-Kulturpreis erhielt er 2008 für Omote-gami (表紙). 2013 wurde er als Person mit besonderen kulturellen Verdiensten geehrt. Yoshimasu ist Mitglied des Japanischen Schriftstellerverbandes und des P.E.N.-Zentrum Japan.